# カルツァ-クラインの粒子
カルツァ-クラインの粒子（カルツァ・クラインのりゅうし、英: Kalza-Klein particle）とは、カルツァとクラインが提案した粒子である。

## 定義
まず、異次元の陽子を波で表した方程式を立てる。
{\displaystyle {\biggr (}{1 \over c^{2}}{\partial ^{2} \over \partial t^{2}}-{\partial ^{2} \over \partial x^{2}}-{\partial ^{2} \over \partial y^{2}}-{\partial ^{2} \over \partial z^{2}}+m^{2}{\biggr )}\phi (x,y,z,t)=0}
そして、陽子が異次元空間に動けるとすると、次元は追加され、
{\displaystyle {\biggr (}{1 \over c^{2}}{\partial ^{2} \over \partial t^{2}}-{\partial ^{2} \over \partial x^{2}}-{\partial ^{2} \over \partial y^{2}}-{\partial ^{2} \over \partial z^{2}}-{\partial ^{2} \over \partial w^{2}}+m^{2}{\biggr )}\phi (x,y,z,w,t)=0}
となり、この方程式を解くためには、wは異次元方向なので、見えてしまう大きさにはなっていないと考える。つまり、w方向に任意の距離分進むと、元に戻るコンパクト化を考慮する。このような場合、φは周期的境界条件を満たさなければならなくなる。
{\displaystyle \phi (x,y,z,w,t)=\phi (x,y,z,w+a,t)}
ここでaは異次元の空間の大きさである。そして、φが三角関数で周期的境界条件を満たすには、
{\displaystyle \phi =P(x,y,z,t)\sin({2\pi nw \over a})}
という形になっていなければならない。Pはw以外の座標であるx, y, z, tの関数である。nは整数で、異次元方向に波がどのくらい波打っているかを表す（量子力学では運動量と捉える）。この形を元に微分方程式に代入すると、wについての微分が計算され、
{\displaystyle {\biggr (}{1 \over c^{2}}{\partial ^{2} \over \partial t^{2}}-{\partial ^{2} \over \partial x^{2}}-{\partial ^{2} \over \partial y^{2}}-{\partial ^{2} \over \partial z^{2}}+{\Bigl (}{2\pi n \over a}{\Bigr )}^{2}+m^{2}{\biggr )}P(x,y,z,t)=0}
となる。これは、質量mが修正され、整数nでラベルされるような質量の系列になっている。
{\displaystyle m^{2}\rightarrow {\Bigl (}{2\pi n \over a}{\Bigr )}^{2}+m^{2}\quad (n=0,\pm 1,\pm 2,\cdots )}
すなわち、異次元方向に運動量を持つ状態が、ちょうど質量のように振る舞う。しかもその質量は、整数でラベルされているものが無限種類出てくる。このような考え方出てくる無限種類の質量の粒子を、カルツァ-クラインの粒子という。